# 육군동원전력사령부
육군동원전력사령부(陸軍動員戰力司令部. Army Mobilization Force Command)는 대한민국 육군의 예비군사령부이다.
부대 단위는 군단이며 전군에 존재하는 유일한 동원군단이다.

## 역사
원래는 대한민국 국방부 직속 조직으로 오랫동안 구성된 계획으로 법적, 제도적 뒷받침이 부족하여 시행되지 못했다. 2016년 10월 1일 국군의 날 기념식에 있었던 훈시에서 예비 전력의 정예화가 강조되었다. 11월 22일 관련 세미나를 열어 논의 주제가 되면서 24일, 국방부 주관 지휘관회의에서 논의가 본격화되었다. 이 후, 예비군의 전력 대부분이 육군인지라 주축인 육군 조직으로 바꾸고, 필요할 때마다 다른 군종은 협조를 받는 것으로 조정되었다. 2017년 초에 창설 추친단을 발족하고, 연말에 사령부 창설을 계획하였다.
21세기군사연구소의 박계호 박사는 중장을 지휘관으로 임명하고 사령부 예하에 전국의 동원사단, 동원지원단, 동원자원호송단을 둘 것을 권고하였다.
2018년 4월 6일, 동원전력사령부가 창설되었다. 부대 단위는 군단이다. 하지만 동원부대 특성 상 지휘관의 계급이 낮아 동원전력사령관은 군단장 보직임에도 불구하고 그 계급은 소장이다.

## 편성
- 동원사단
  - 동원지원단(향토사단별 1개)
    - 참모부
    - 동원보충대대
    - 정밀보충대대 (전시)
    - 장비물자관리중대
    - 훈련중대

  - 동원자원호송단
- 예비전력연구소

### 동원사단
- 제60보병사단
- 제66보병사단
- 제72보병사단
- 제73보병사단
- 제75보병사단

### 동원지원단
동원지원단은 예비군 자원을 평시에 관리하고 전시에 빠르게 소집하고 무장시켜 전장터에 투입하는 임무를 가진 대한민국 육군의 전투근무지원부대이다. 국방개혁 2020에 따라 예비사단을 전시에 빠르게 정규사단 편제로 전환할 수 있도록 돕기 위해 창설하였다.
2009년 10월 1일, 제32, 50사단 예하에 창설한 것을 시작으로 2015년까지 11개 부대가 창설되었다. 순차적으로 2016년까지 161개 대대를 할 창설하는 계획을 진행하였다.
2018년 4월 6일, 모든 동원지원단이 각 향토사단에서 동원전력사령부로 전속하였다. 
| 명칭                         | 위치                  | 창설일          | 참고  |
| ---------------------------- | --------------------- | --------------- | ----- |
| 제31보병사단 동원지원단      | 광주광역시, 북구      | 2011년 10월 2일 | [ 3 ] |
| 제32보병사단 동원지원단      | 세종특별자치시 금남면 | 2009년 10월 1일 |       |
| 제35보병사단 동원지원단      | 전라북도 임실군       | 2011년 10월 1일 | [ 4 ] |
| 제36보병사단 동원지원단      | 강원특별자치도 원주시 |                 |       |
| 제37보병사단 동원지원단      | 충청북도 증평군       | 2010년 6월 1일  | [ 5 ] |
| 제39보병사단 동원지원단      | 경상남도 함안군       | 2015년 9월 30일 | [ 6 ] |
| 제50보병사단 동원지원단      | 경상북도 안동시       | 2009년 10월 1일 |       |
| 제51보병사단 동원지원단      | 경기도 화성시         |                 |       |
| 제52보병사단 동원지원단      | 경기도 안양시         |                 |       |
| 제55보병사단 동원지원단      | 경기도 구리시         |                 |       |
| 제56보병사단 동원지원단      | 경기도 남양주시       |                 |       |
| 해병대 교육훈련단 동원지원단 | 경상북도 포항시       | 2014년 9월 1일  |       |

### 동원자원호송단
처음에는 제1, 3야전군 사령부 직할부대로 창설된 전시에 동원자원을 수송하는 수송대의 예비군 부대였다. 2019년 1월 1일에 대한민국 국방부에서 두개 야전군을 병합하여 지상작전사령부를 창설하면서, 두개 동원자원호송단 또한 단일부대로 병합하였다. 예하 부대는 서울특별시, 경기도 광명시, 고양시, 의정부시에 있다.

## 역대 사령관
| 대수 | 성명   | 계급       | 출신 학교, 기수 | 취임일           | 이임일          | 참고                                           |
| ---- | ------ | ---------- | --------------- | ---------------- | --------------- | ---------------------------------------------- |
| 초대 | 구원근 | 소장(少將) | 육사 42기       | 2018년 4월 6일   | 2020년 5월 20일 | 소장으로 전역                                  |
| 2대  | 이정웅 | 소장(少將) | 육사 44기       | 2020년 5월 20일  | 2020년 12월 4일 | 중장 진급 후 수도군단장으로 영전 중장으로 전역 |
| 3대  | 권삼   | 소장(少將) | 육사 43기       | 2020년 12월 4일  | 2021년 12월 9일 | 소장으로 전역                                  |
| 4대  | 김인건 | 소장(少將) | 육사 45기       | 2021년 12월 10일 | 2022년 12월     | 소장으로 전역                                  |
| 5대  | 전성대 | 소장(少將) | 육사 47기       | 2022년 12월      | 2024년 12월     | 소장으로 전역                                  |
| 6대  | 김관수 | 소장(少將) | 3사 27기        | 2024년 12월      |                 |                                                |

사령관 보직이 실 계급(소장, 사단장급 계급)이 보직 단위(군단장급 보직)에 비해 낮은 관계로 한직이며, 역대 동원전력사령관 중 이정웅을 제외하면 아무도 중장에 진급한 인물이 없다.

## 같이 보기
- 대한민국 예비군